# Gare de Cherveux
La gare de Cherveux est une gare ferroviaire française, fermée, de la ligne de Chartres à Bordeaux-Saint-Jean. Elle est située au lieu-dit La Carte, au nord-ouest du territoire de la commune de Cherveux, à moins de 2 km du bourg centre, dans le département des Deux-Sèvres, en région Nouvelle-Aquitaine.

## Situation ferroviaire
Établie à 89 mètres d'altitude, la gare de Cherveux est située au point kilométrique (PK) 399,965 de la ligne de Chartres à Bordeaux-Saint-Jean, entre les gares de Champdeniers - Saint-Christophe  et d'Échiré - Saint-Gelais, sur une section, de Thouars à Niort, fermée aux services voyageurs.

## Histoire
La station de Cherveux est mise en service le 16 octobre 1882, par l'Administration des chemins de fer de l'État (État), lorsqu'elle ouvre à l'exploitation la ligne de Niort à Montreuil-Bellay.

## Patrimoine ferroviaire
Le bâtiment voyageurs d'origine est toujours présent sur le site de la gare.